# أزمة آلاند
أزمة آلاند (بالإنجليزية: Åland crisis)‏

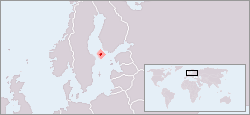
موقع جزر الاند

جزر الاند مكبرة

كانت أزمة آلاند واحدة من أولى القضايا المطروحة للتحكيم من قبل عصبة الأمم عند تشكيلها. حيث لم يتحقق طلب سكان جزر آلاند 'لتقرير المصير وأُبقي على السيادة على جزرهم من قبل فلندا، ولكن أعطيت ضمانات دولية للسماح للسكان لمتابعة ثقافتها المحلية الخاصة، والتخفيف من خطر الاستيعاب القسري من قبل الثقافة الفنلندية كما يراها سكان الجزر.
منشا الأزمة
قبل 1809 كانت تقع جزر آلاند داخل حدود المجال السويدي. ومع ذلك، في معاهدة هامينا Fredrikshamn في 17 سبتمبر 1809، السويد تخلت عن السيطرة على الجزر، جنبا إلى جنب مع فنلندا، إلى الإمبراطورية الروسية. ثم تشكلت دوقية مستقلة لفنلندا في الإمبراطورية الروسية والتي تضمنت جزر آلاند. بموجب معاهدة باريس من 18 أبريل 1856، التي وضعت حدا للحرب القرم، طالبت بريطانيا روسيا بالامتناع عن بناء أي تحصينات جديدة على الجزر. كان يطاع هذا النص، ومع ذلك، في عام 1914، في بداية الحرب العالمية الأولى، حولت الحكومة الروسية الجزر إلى قاعدة الغواصات لاستخدام الغواصات البريطانية والروسية للجزيرة خلال الحرب.
مترجم Åland crisis